# Commando pourpre
Pour les articles homonymes, voir Crimson.
Frank Bohannan, alias le Commando pourpre (« Crimson Commando » en VO), est un super-vilain évoluant dans l'univers Marvel de la maison d'édition Marvel Comics. Créé par le scénariste Chris Claremont et le dessinateur Alan Davis, le personnage de fiction apparaît pour la première fois dans le comic book Uncanny X-Men #215 en mars 1987.
Le personnage du Crimson Commando a connu trois versions successives : la deuxième version est créée par Chris Claremont et Leinil Francis Yu et apparaît dans X-Men #106 en novembre 2000 ; la troisième version est créée par Seth Peck, Jefte Palo et Guillermo Mogorron et apparaît dans X-Men (vol. 3) #40 en mars 2013.

## Biographie du personnage

### Origines
Frank Bohannan est un ancien combattant de la liberté qui opéra pendant la Seconde Guerre mondiale sous le nom du Commando pourpre, tout comme ses camarades le Mur (Stonewall) et Estoc (Super Sabre (en)).
Les trois hommes, décidés à offrir une justice plus dure aux criminels qui sortaient trop souvent libres du tribunal, capturèrent des voyous qu'ils relâchaient dans le Parc des Adirondack et chassaient pour les tuer. Leur but premier n'était pas de tuer les criminels, mais de débarrasser la société du mal qui la rongeait et de répandre la terreur chez les criminels du pays entier.

### Parcours
Le Commando pourpre affronta les X-Men quand lui et ses camarades capturèrent leur chef Tornade, pensant à tort qu'elle trafiquait de la drogue avec une dealer. Réalisant leur erreur, ils firent face à un dilemme : relâcher une innocente et devenir eux-mêmes des criminels, ou ne rien dire, Tornade étant prête à se battre pour protéger la jeune vendeuse de drogue (qui tenta de tuer l'X-Woman qui essayait de la sauver) ; le Commando élimina froidement la jeune femme. Tornade gagna un combat à la loyale contre le trio. Ils se livrèrent à la justice.
Quelques mois plus tard, Valerie Cooper leur offrit la liberté en échange de leur assignation à l'équipe fédérale Freedom Force.
Lors d'une mission au Moyen-Orient, le Commando pourpre fut gravement blessé et fut sauvé grâce à l'implantation de prothèses cybernétiques. Il fit de nouveau équipe avec son ancien collègue de la FF Avalanche, dans une tentative d'assassinat contre Lorna Dane (Polaris).
On ne l'a pas revu depuis, mais son âge avancé laisse supposer qu'il s'est retiré du monde des super-héros.

## Version alternative
Dans la réalité House of M, le Commando pourpre était un des cybergardes royaux de Magnéto.

## Pouvoirs et capacités
Le Commando pourpre est un mutant. Son corps représentait dans sa jeunesse les capacités maximales qu'un être humain puisse avoir, comme le meilleur des athlètes. Malgré son grand âge, il est possible qu'il ait conservé une certaine forme physique, digne d'un bon sportif.
En complément de ses pouvoirs, le Commando pourpre est un excellent soldat, très habile dans le maniement des couteaux.
- Sa vision était bien meilleure que celle d'un être humain. Elle a depuis baissé. Mais un de ses yeux a été remplacé par un implant bionique très performant.
- Il a été entraîné pour résister aux sondes mentales et aux interrogatoires.
- Ses jambes et un de ses bras ont été remplacés par des prothèses cybernétiques, qui lui permettent d'escalader les immeubles. Son bras abrite une mitraillette.